# Jardín Botánico Koishikawa
El Jardín Botánico de la Universidad de Tokio, también llamado Jardín Botánico Koishikawa o en japonés: 小石川植物園 (Koishikawa Shokubutsuen), en un jardín botánico de unas 16 hectáreas dedicado a la investigación y exposición al público en general. 
Pertene administrativamente a la Universidad de Tokio, siendo uno de los mejores lugares para disfrutar de las floraciones de los ume (ciruelo)s o los sakura (cerezo)s en Tokio, debido a la variedad de árboles y la carencia de las aglomeraciones que los grandes parques sufren generalmente. 
Presenta trabajos para la International Agenda Registration-(Agenda Internacional para la Conservación en los Jardines Botánicos).
El código de reconocimiento internacional del Koishikawa Shokubutsuen como institución botánica (en el Botanical Gardens Conservation International - BGCI), así como las siglas de su herbario es TI.

## Localización
El Jardín Botánico Koishikawa se encuentra a unos 5 o 10 minutos de caminata desde la estación Myogadani de la línea de suburbano Marunouchi o de la estación Hakusan en la línea de suburbano Mita de Tokio. 

(Koishikawa), 
University of Tokyo Botanical Gardens Koishikawa Shokubutsuen, Hakusan 3-7-1, Bunkyo-ku, Tokio 112-0001 Japón.
Planos y vistas satelitales.35°43′N 139°45′E / 35.717, 139.750
- Altitud : 24 m s. n. m. en el observatorio meteorológico

Se encuentra cerrado desde el 29 de diciembre al 3 de enero, y los lunes (si es festivo, entonces los martes).
La entrada de admisión es de 330 yenes.

## Historia
Este jardín fue creado en 1684 como un jardín medicinal de la hierba de Koishikawa por Tsuneyoshi, el 5º shogun de Tokugawa. 
Se utilizó como jardín para la investigación botánica por la Universidad imperial de Tokio a partir de 1877, y durante un corto periodo de tiempo después de la restauración Meiji.
Actualmente se encuentra administrado por la Universidad de Tokio.

## Colecciones
En este jardín botánico se albergan unos 4,030 árboles, y unos 168 arbustos en unos 17.700 m² con unas praderas de unos 1300 m². Con unos 4500 taxón|taxones]]cultivados.
Entre sus colecciones son de destacar:
- Colección de ciruelos
- Colección de cerezos
- Azaleas
- Camellias
- Aceres
- Primulas japonesas
- Bonsáis
- Jardín japonés
- Alpinum
- Invernaderos

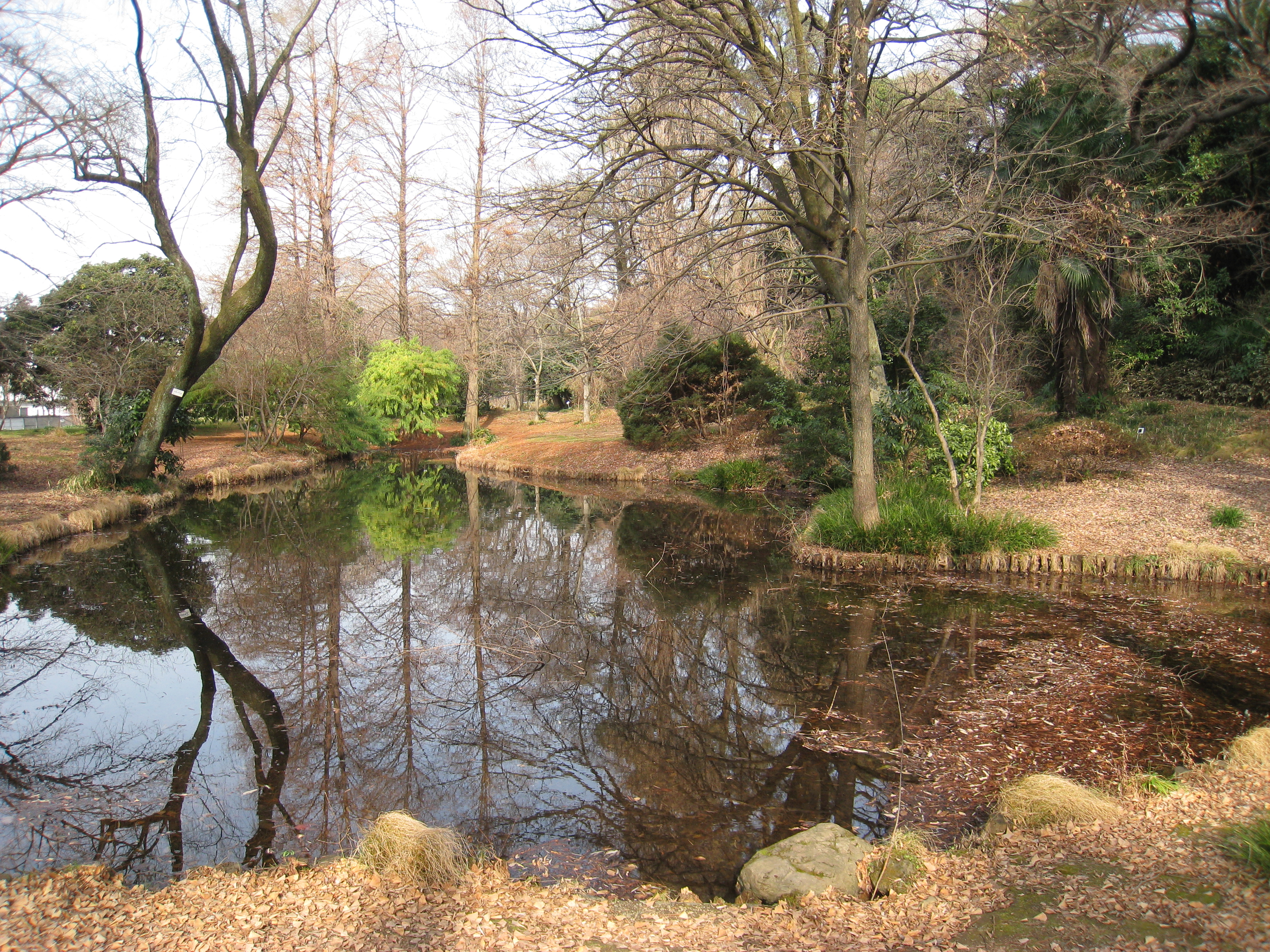
Estanque de Koishikawa.

- Herbario con 1.4 millones de especímenes,
- Biblioteca con 20,000 libros y publicaciones botánicas.

En este jardín hace especial hincapié en la conservación de plantas endémicas amenazadas de las islas Bonin y Yakushima.

## Galería

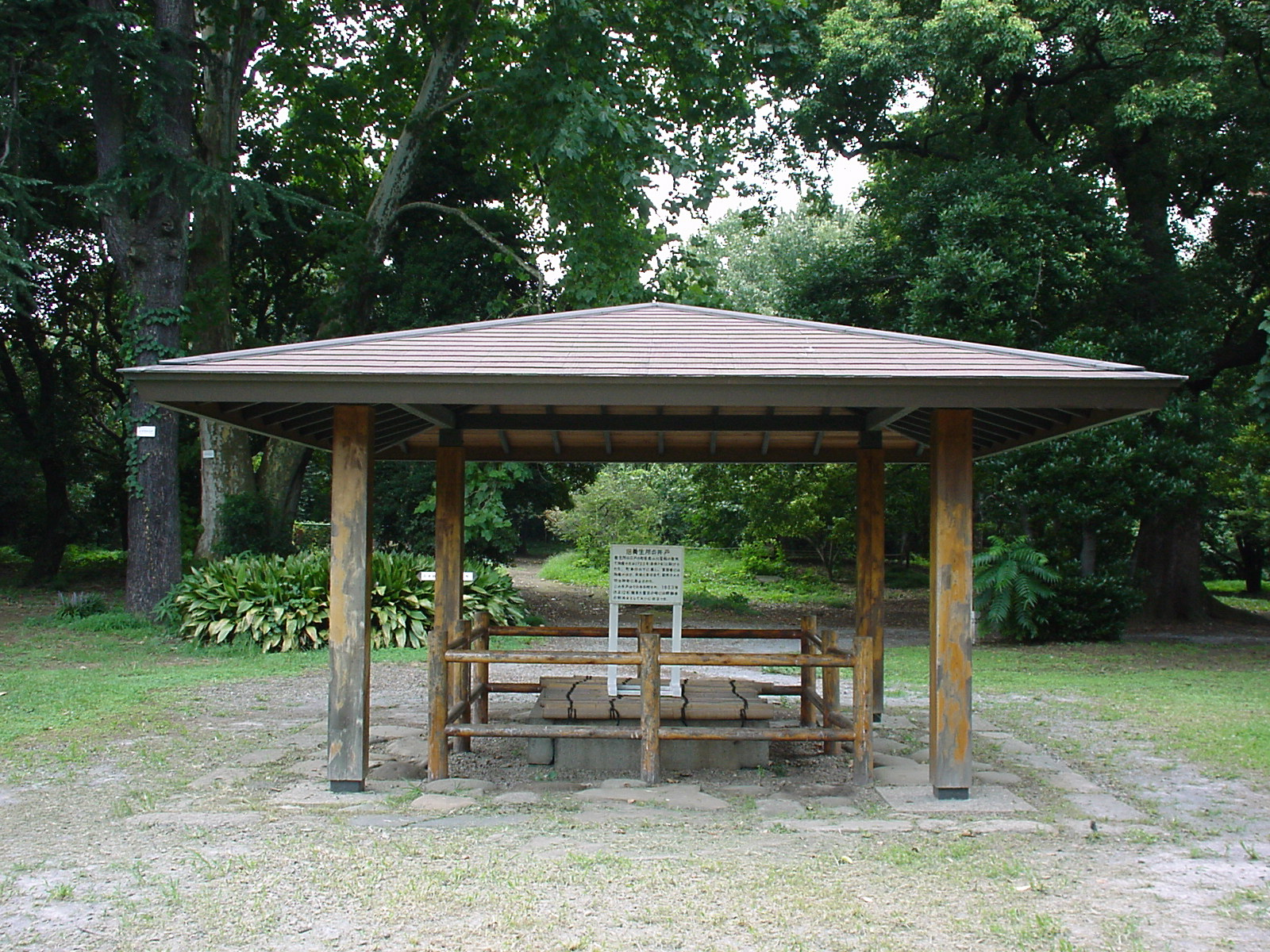
Antiguo pozo de agua
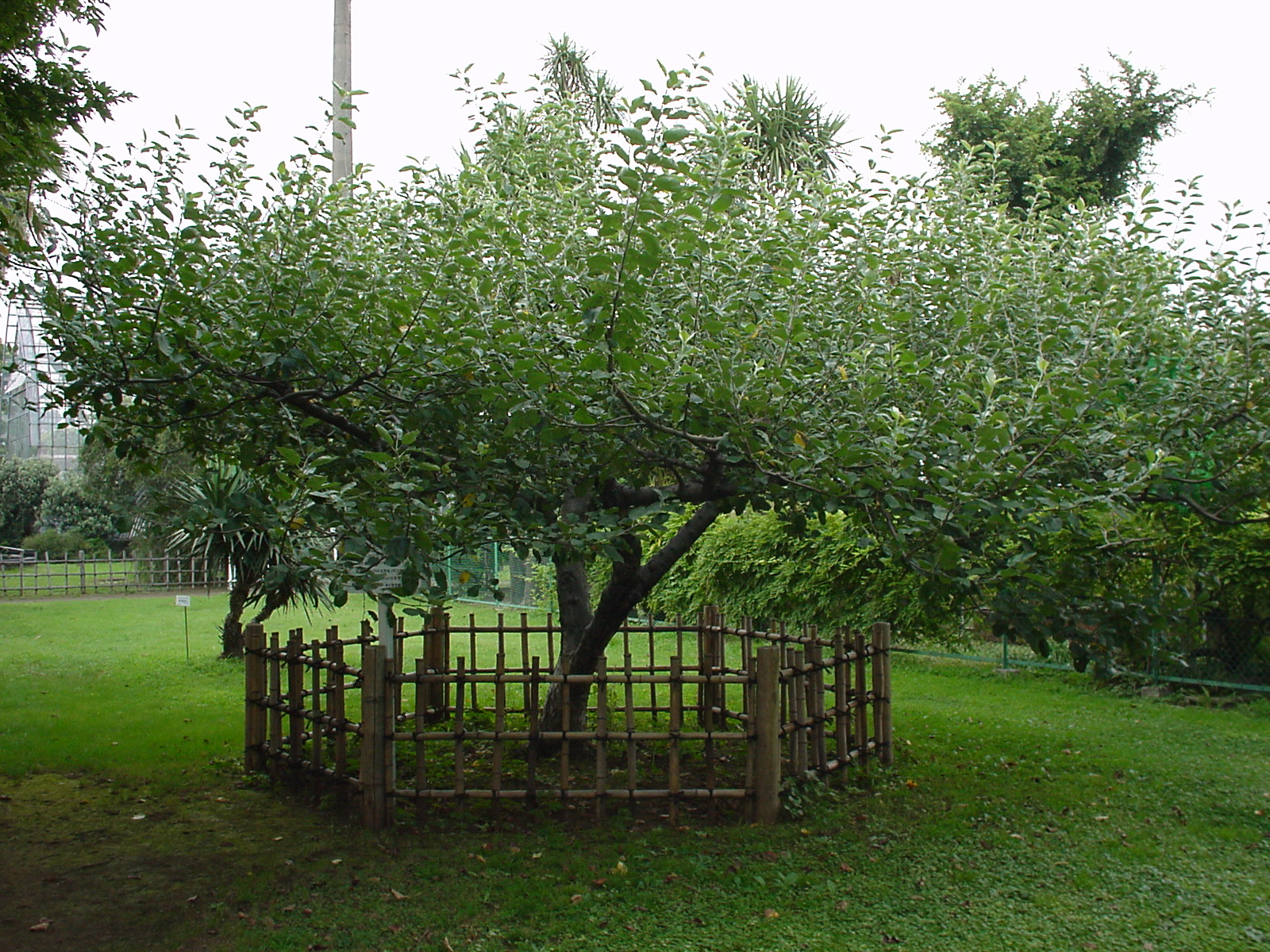
El manzano de Newton
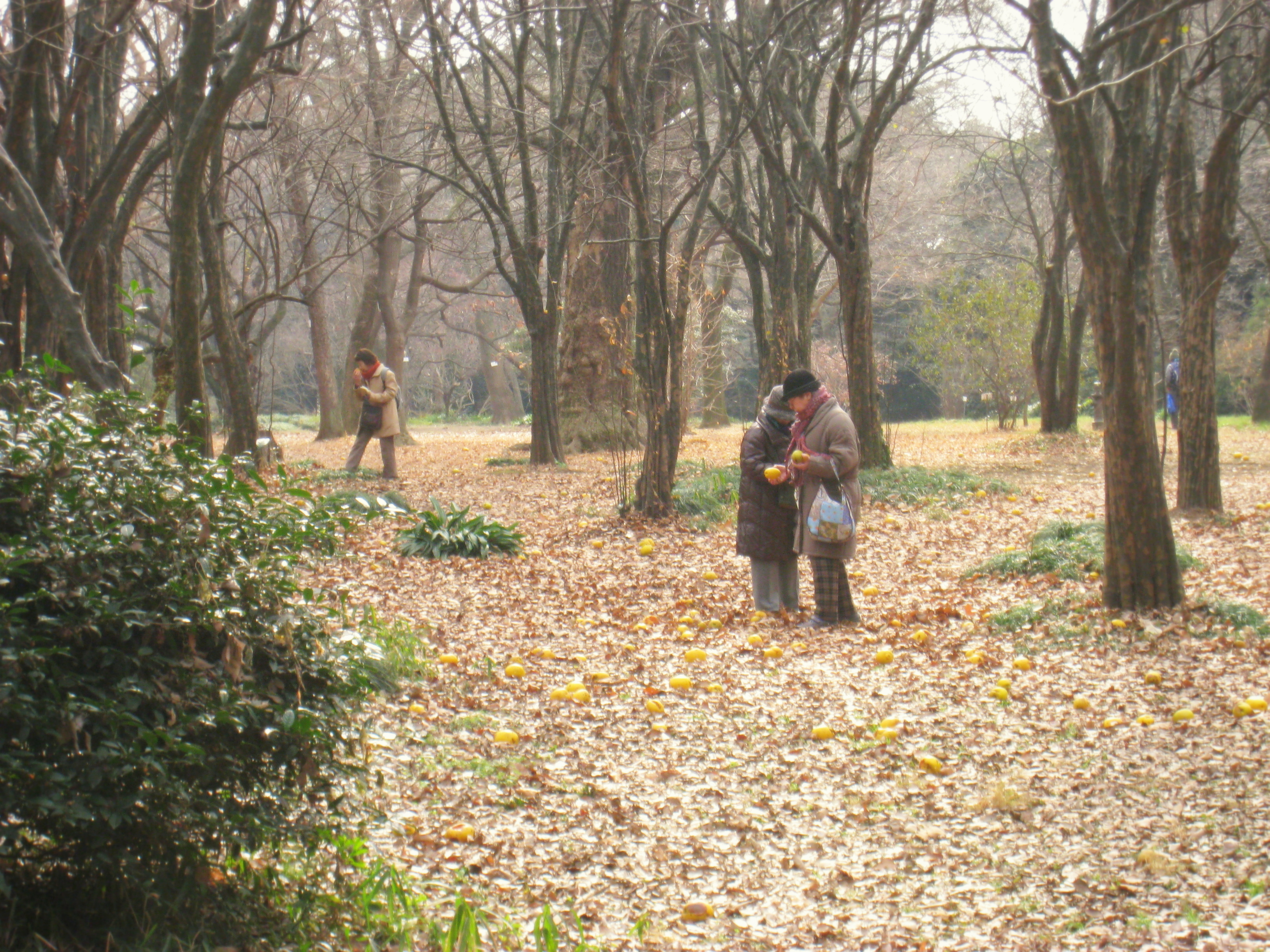
Recolectores en Koishikawa
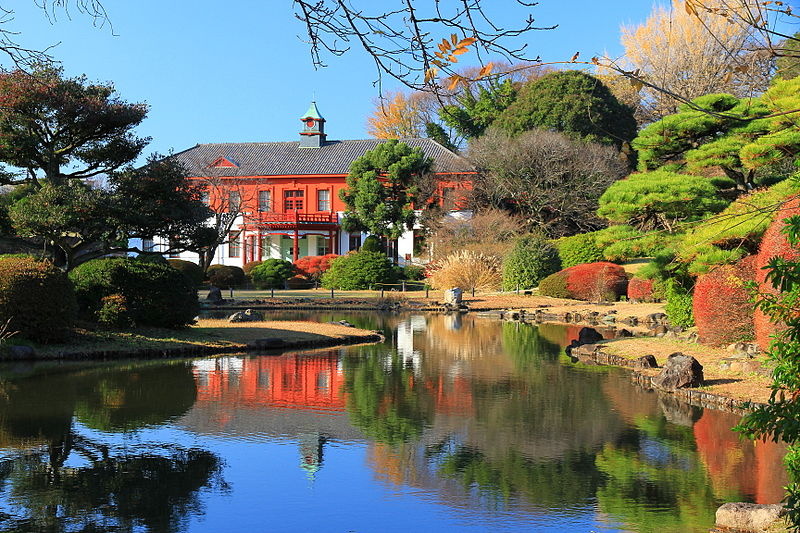
Jardín japonés en Koishikawa